# Marina (Califòrnia)
Marina és una població dels Estats Units a l'estat de Califòrnia. Segons el cens del 2000 tenia 25.101 habitants.

## Demografia
Segons el cens del 2000, Marina tenia 25.101 habitants, 6.745 habitatges, i 4.809 famílies. La densitat de població era de 1.107,6 habitants/km².
Dels 6.745 habitatges en un 35,5% hi vivien nens de menys de 18 anys, en un 51,1% hi vivien parelles casades, en un 15,1% dones solteres, i en un 28,7% no eren unitats familiars. En el 21,4% dels habitatges hi vivien persones soles el 6,4% de les quals corresponia a persones de 65 anys o més que vivien soles. El nombre mitjà de persones vivint en cada habitatge era de 2,79 i el nombre mitjà de persones que vivien en cada família era de 3,25.
Per edats la població es repartia de la següent manera: un 21,3% tenia menys de 18 anys, un 14% entre 18 i 24, un 38,4% entre 25 i 44, un 18,4% de 45 a 60 i un 7,9% 65 anys o més.
L'edat mediana era de 32 anys. Per cada 100 dones de 18 o més anys hi havia 142,3 homes.
La renda mediana per habitatge era de 43.000 $ i la renda mediana per família de 46.139 $. Els homes tenien una renda mediana de 43.139 $ mentre que les dones 26.679 $. La renda per capita de la població era de 18.860 $. Entorn del 10,7% de les famílies estaven per davall del llindar de pobresa.

## Poblacions més properes
El següent diagrama mostra les poblacions més properes.